# 黃篤修
黃篤修（1912年—1978年10月20日），福建思明人，香港商人，曾經係香港中華廠商聯合會會長。

## 生平
黃就读于厦门大学商科和燕京大学法律科。其父在厦门鼓浪屿创办“淘化大同”酱油食品罐头厂，父亲去世后，他繼承家業，并担任自来水公司、鼓浪屿电灯公司董事。后來到香港拓展业务。中國抗日戰爭期间，他將公司的技术人员和设备迁至香港，并在马来西亚，新加坡、菲律宾等地设分厂，他还出任香港中华厂商会会长。